# Rancho Folclórico da Casa do Povo de Calendário
O Rancho Folclórico da Casa do Povo de Calendário é uma associação recreativa e cultural ligada à freguesia de Calendário, no concelho de Vila Nova de Famalicão. Tem como principais objetivos a promoção da cultura etnográfica folclórica e musical da região do Baixo Minho e a realização de atividades lúdicas e recreativas.

## Origem e evolução da associação[1]
A 8 de junho de 1980, Augusto Machado, Arnaldo Capela, Domingos Tibães e Eduardo Rebelo fundam o Rancho Folclórico da Casa do Povo de Calendário. Augusto Machado assumiu o cargo de presidente da associação até ao seu falecimento. Nos dois anos seguintes, a direção foi assegurada pela sua viúva, Adelina Machado.
Em 2002, houve novas eleições e José Olmos Fernandes passou a ser o presidente da direção, cargo que desempenha até à data de publicação deste artigo. É com a nova direção que se dá início ao processo oficial de creditação, que irá culminar com a filiação do Rancho na secção de Folclore e Etnografia do INATEL e com a sua designação como membro efetivo da Federação do Folclore Português (no dia 10 de novembro de 2007).
Desde então, o Rancho tem desempenhado um papel muito importante na divulgação da cultura do seu povo e da sua região, com a participação em muitas festas e festivais do país e do estrangeiro.

## Identidade histórica e cultural do grupo[2]
O Rancho Folclórico da Casa do Povo de Calendário pretende representar uma época que teria início por volta do final do século XVIII (algumas canções do seu repertório musical terão provavelmente essa origem longínqua) até à implantação da República, já no século XX.
Grande parte das canções incluídas nas atuações do Rancho foram recolhidas diretamente, junto da população mais idosa, que ainda recorda os costumes e tradições dos seus antepassados. Para além destes testemunhos orais, houve ainda dois documentos fundamentais na definição do repertório do Rancho: o Cancioneiro de São Simão de Novais, de Fernando Pires de Lima, e o Cancioneiro Minhoto, de Gonçalo Sampaio. As letras destas canções abordam temas como o amor, a família, a religião, os trabalhos agrícolas, a natureza etc.
Quanto aos trajes, representam várias figuras do povo minhoto e adquirem a designação de acordo com a profissão/função que desempenham: o lavrador, o pastor, a lavadeira, o guia, a vindimadeira, o aguadeiro, a feirante, o vendedor de limonada etc. As peças de vestuário recordam-nos o dia-a-dia destas pessoas: o labor nos campos, o serviço dentro de casa, a ida à feira ou a participação em romarias. Os tecidos utilizados para a confeção destes trajes, à época em que eles se reportam, eram produzidos nas múltiplas pequenas oficinas que existiam no Vale do Ave, ou então pelas próprias famílias, em casa.
O Rancho, nas suas atuações, apresenta diversas coreografias, das quais podemos destacar o "Malhão da Região", a "Rosa de Alexandria", o "Carvoeiro", a "Chula", o "Balacho" (uma dança típica da freguesia de Calendário) e o "Vira Cruzado".
Em 2020, como forma de comemorar os quarenta anos de existência do grupo, foi editado um livro que descreve em pormenor os aspetos referidos anteriormente e muitos outros, constituindo um contributo de grande interesse para a conservação do património cultural da região.

## Contactos
Telefone: 252493183
Email: ranchofolcpcalendario@hotmail.com
Facebook: https://www.facebook.com/ranchofolcloricodacasadopovodecalendario
Página no site da Federação do Folclore Português